# Il talento del calabrone
Il talento del calabrone è un film del 2020 diretto da Giacomo Cimini.

## Trama
Un uomo a bordo di un'auto cui è montata una bomba, Carlo, chiama in diretta Radio 105 e minaccia di suicidarsi mentre gira in auto per Milano.
Nel corso della serata l'uomo, che le autorità scoprono essere un professore universitario che ha perso la propria famiglia, prende il controllo della rete elettrica usando un virus informatico e chiede alla radio di versargli un milione di euro, da destinare all'ascoltatore che saprà identificare l'oggetto contenuto in una fotografia da lui diffusa tramite un account social chiamato "il Calabrone".
Nel frattempo, il dj della radio e il tenente colonnello dei carabinieri Rosa Amedei si contendono la gestione della trasmissione, unico canale di comunicazione con Carlo.
Si scopre infine che Dj Steph bullizzava il figlio del professore (poi morto suicida), che ha quindi deciso di vendicarsi facendo saltare l'edificio che ospita la radio, nel quale era stata in realtà installata la bomba. L'uomo viene infine ucciso dai carabinieri prima che azioni l'ordigno, salvo scoprire che era falso.

## Produzione
Sebbene sia ambientato a Milano, il film è stato interamente girato a Roma utilizzando sfondi artificiali.

## Colonna sonora
La colonna sonora del film, distribuita da Warner Music Italy, è stata composta e diretta da Dimitri Scarlato; le registrazioni hanno avuto luogo negli studi Sound Trust di Praga con l'orchestra sinfonica nazionale ceca, mentre il missaggio è stato realizzato presso Digital Records a Roma.

## Promozione
Il primo trailer del film viene diffuso il 13 febbraio 2020.

## Distribuzione
Il film, la cui uscita era stata fissata al 5 marzo 2020, è stato rinviato a causa della pandemia di COVID-19 al 18 novembre 2020, quando è stato reso disponibile sulla piattaforma Prime Video.